# Everard Otto

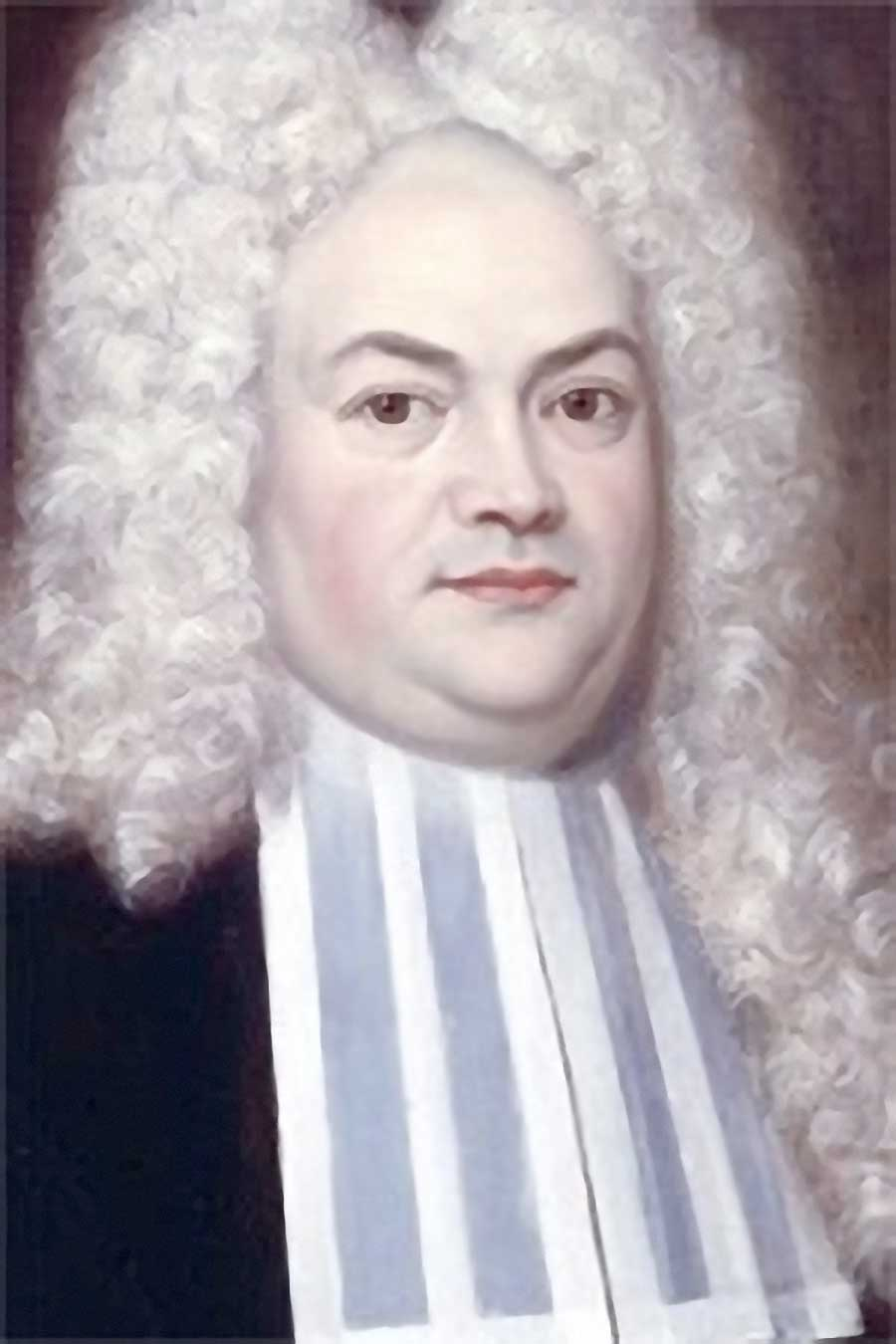
Everard Otto

Everard Otto (auch: Eberhard Otto, Everardus Otto; * 3. September 1685 in Hamm; † 20. Juli 1756 in Bremen) war ein deutscher Jurist.

## Leben
Der Sohn des Kaufmanns Christian Otto und dessen Frau Maria Sophia Schmachtenberg hatte auf dem Gymnasium seiner Heimatstadt seine ersten akademischen Grundlagen gelegt. Am Anfang des 18. Jahrhunderts kam er nach Bremen, wo er auf dem dortigen Gymnasium seine Ausbildung fortsetzte und drei Jahre verblieb. Danach erhielt er eine Hofmeisterstelle bei den Kindern des Barons von Diepenbroik und Bodelschwing. Mit diesen zog er an das Gymnasium in Steinfurt und an die Universität Halle. In Halle hatte er drei Jahre lang die Vorlesungen von Christian Thomasius, Johann Peter von Ludewig, Justus Henning Böhmer und Nikolaus Hieronymus Gundling besucht.
Dabei hatte er sich solche Verdienste erworben, dass die preußische Regierung ihn als Professor der Rechte an die Universität Duisburg berief. Er promovierte daraufhin mit der Inauguraldissertation De Diis vialibus plerorumque populorum zum Doktor der Rechte und trat am 18. Oktober 1714 mit der Rede De Stoica veterum Ictorum Philosophia die ihm übertragene Professur an. Während jener Zeit erhielt er zweimal Berufungen an die Universität Harderwijk, die er jedoch ausschlug. Stattdessen erfolgte am 22. März 1720 ein Ruf an die Universität Utrecht als Professor des bürgerlichen und öffentlichen Rechts. Dieses Amt trat er am 18. November 1720 mit der Rede De jure imperatoris et statuum imperii circa sacra an.
In Utrecht beteiligte er sich auch an den organisatorischen Aufgaben der Akademie und war im Jahr 1724/25 Rektor der Alma Mater. Am 19. März 1731 berief man ihn in Utrecht zum Professor des Lehnrechts, welche Stelle er am 4. Juni 1731 mit der Rede De ardua antecessoris munere antrat. Anfeindungen bewogen ihn, 1739 sein Lehramt aufzugeben und als Syndikus und Kanzleidirektor nach Bremen zu wechseln. Hier war er für die Hansestadt in verschiedenen Missionen vor allem am dänischen und hannoverischen Hof tätig.
Otto war ein gründlicher Kenner der Philologie, der Altertümer, der historischen Wissenschaften, des römischen Zivil- und deutschen Staatsrechts. Er war der Erste, der die Statistik von der Politik trennte und in seinem Hauptwerk, einem Kompendium, 1726 publizierte. Dieses war zwanzig Jahre lang als Lehrbuch für rechtswissenschaftliche Studien an europäischen Hochschulen in Gebrauch.

## Familie
Otto war zwei Mal verheiratet. Seine erste Ehe schloss er mit Maria Elisabeth († 1718), Tochter des Duisburger Rechtsprofessors Wilhelm Crusen. Aus der Ehe stammen zwei Töchter. Die erste Tochter verstarb jung, die zweite Tochter († 24. Oktober 1746) heiratete 1744 den Bremer Ratsherrn und Doktor der Rechte Heinrich Rhode. Seine zweite Ehe ging er mit Bardinen Gertrud Keller, Witwe des Duisburger Bürgers Thomas Wientgens, ein. Aus dieser Ehe stammen zwei Söhne, die jedoch jung verstarben.

## Werke
- Disputatio philologico-juridica ad L.S. Si Servus 27 § 28 ad legem Aquiliam. Steinfurt 1710
- De Aedilibus coloniarum et municipiorum liber singularis, in quo pleraque ad veterum politiam municipalem pertinentia explicantur. Frankfurt 1713
- De Diis vialibus plerorumque popalorum. Halle 1714
- Papinianus, sive de vita, studiis, scriptis, honoribus et morte Papiniani diatriba. Leiden 1718 Bremen 1743
- De statu Judaeorum publico. Utrecht 1721
- Dissertationes Juris publici et privati. Utrecht 1723
- De vïta, studiis, scriptis et honoribus Servii Sulpicii liber singularis. Utrecht 1725, 1737
- Primae lineae notitiae rerum püblicarum. Utrecht 1726
- De jurisprudentia symbolica exercitationum trias. Utrecht 1730
- Thesaurus juris Romani continens rariora meliorum interpretum opuscula. Leiden 1725–1729, 4. Bde.  Utrecht 1733–1735, 5. Bde., Nachdruck Basel 1740–1744.
- Ad Instituta Justiniani notae criticae et commentaria. Utrecht 1729
- De tutela viarum publicarum liber. Utrecht 1731, 3. Bde.
- Joh. van Muyden, compendiosa Institutionum Justiniani Tractatio, cum additionibus Ever. Ottonis. Utrecht 1737
- Sam. Pufendorfius de officio hominis et civis cum eius annotationibus. Utrecht 1737

## Weblink
- Catalogus Professorum Academiae Rheno-Traiectinae

| Personendaten    | Personendaten                   |
| ---------------- | ------------------------------- |
| NAME             | Otto, Everard                   |
| ALTERNATIVNAMEN  | Otto, Eberhard; Otto, Everardus |
| KURZBESCHREIBUNG | deutscher Jurist                |
| GEBURTSDATUM     | 3. September 1685               |
| GEBURTSORT       | Hamm                            |
| STERBEDATUM      | 20. Juli 1756                   |
| STERBEORT        | Bremen                          |